# خانم مارپل

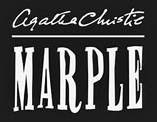
خانم مارپل

جین مارپل که با نام خانم مارپل (به انگلیسی: Miss Marple) نیز شناخته می‌شود، یکی از شخصیت‌های داستانی نویسنده جنایی‌نویسِ انگلیسی آگاتا کریستی است. او زن مسن تنهایی است که برای تفنن به حل مسائل جنایی می‌پردازد. شخصیت خانم مارپل اولین بار در داستان قتل در خانه کشیش به خوانندگان معرفی گردید که در آن بیشتر به نظر می رسد فضول و اعصاب خرد کن است و در داستان های بعدی این شخصیت پخته تر و دوست داشتنی تر شد. او در دهکده "سنت ماری مید" زندگی می کند، به بافتنی علاقه دارد و برادرزاده اش "ریموند وست" که نویسنده مشهوری است گاهی او را به سفرهای گرانقیمت می فرستد. بسیار باهوش است و به گوش دادن به غیبت ها علاقه زیادی دارد.
مارگارت رادرفورد و جوان هیکسون در بعضی از فیلم‌ها در نقش وی بازی کرده‌اند.

## رمان‌های خانم مارپل
- قتل در خانه کشیش (۱۹۳۰)
- جسدی در کتابخانه (۱۹۴۲)
- انگشت متحرک (۱۹۴۲)
- اعلام یک قتل (۱۹۵۰)
- چشم‌بندی (رمان) (۱۹۵۲)
- جیب پر از چاودار (۱۹۵۳)
- قطار ساعت ۴:۵۰ از پدینگتون (۱۹۵۷)
- آینه سرتاسر ترک برداشت (۱۹۶۲)
- معمای کارائیب (۱۹۶۴)
- در هتل برترام (۱۹۶۵)
- فرشته انتقام (۱۹۷۱)
- جنایت خفته (نگارش حدود ۱۹۴۰، چاپ در سال ۱۹۷۶)

آگاتا کریستی 6 مجموعه داستان کوتاه دیگر نیز با حضور خانم مارپل به نگارش درآورده است:
- سیزده معما (1932)
- راز مسابقه قایقرانی و داستانهای دیگر (1939)
- سه موش کور و داستانهای دیگر (1950)
- ماجرای پودینگ کریسمس (1960)
- گناه مضائف و داستانهای دیگر (1961)
- آخرین پرونده خانم مارپل و دو داستان کوتاه دیگر (1979)